# دیتر مولر
دیتر مولر (به آلمانی: Dieter Müller) بازیکن فوتبال و مهاجم اهل آلمان است که از سال ۱۹۷۶ میلادی عضو تیم ملی فوتبال آلمان بوده‌است. وی در ۱۲ بازی ملی حضور داشته است و آخرین بازی ملی خود را در سال ۱۹۷۸ میلادی انجام داد. دیتر مولر در بازی‌های ملی‌اش ۹ گل به ثمر رساند.
از تیم‌هایی که در آن بازی کرده‌است می‌توان به باشگاه فوتبال اشتوتگارت اشاره کرد.